# Жоламан (Павлодарская область)
Жоламан (каз. Жоламан, до 1993 г. — Белешское) — село в Актогайском районе Павлодарской области Казахстана. Входит в состав Приреченского сельского округа. Код КАТО — 553253200.

## Население
В 1999 году население села составляло 289 человек (153 мужчины и 136 женщин). По данным переписи 2009 года, в селе проживало 227 человек (110 мужчин и 117 женщин).